# Crocidura susiana
Crocidura susiana је сисар из реда Soricomorpha.

## Угроженост
Подаци о распрострањености ове врсте су недовољни.

## Распрострањење
Ареал врсте је ограничен на једну државу. 
Иран је једино познато природно станиште врсте.